# Alan Dzagojev
Alan Jelizbarovič Dzagojev (rusky Алан Елизбарович Дзагоев; * 17. června 1990 Beslan) je ruský profesionální fotbalista osetské národnosti, který hrál na pozici středního záložníka. Mezi lety 2008 a 2018 odehrál 59 utkání v dresu ruské reprezentace, ve kterých vstřelil 9 branek. Hráčskou kariéru ukončil v listopadu 2023 kvůli nejrůznějším zraněním.

## Klubová kariéra

### Krylja Sovetov-SOK
Dzagojev začínal se svojí fotbalovou kariérou v ruském druholigovém týmu Křídla Sovětů (Krylja Sovetov-SOK) v roce 2006. Svůj profesionální debut si odbyl 29. dubna 2006 domácí porážkou 1:2 s týmem FK Ťumeň. V klubu strávil Dzagojev dvě sezony během nichž odehrál 37 utkání a dal šest branek.

### CSKA Moskva
Alan před sezonou 2008/09 zamířil do prvoligového týmu CSKA Moskva. Svůj debut v základní sestavě si připsal v utkání proti FK Chimki, ve kterém vstřelil jednu branku a přidal dvě asistence. Další skvělý výkon podal v utkání proti hlavnímu rivalovi Spartaku Moskva, kdy svými třemi asistencemi dopomohl k vítězství 5:1. Díky tomuto výkonu si zajistil pevnou pozici v základní sestavě týmu CSKA. V sezoně 2008 navíc s týmem vyhrál poprvé ruský fotbalový pohár. Na konci sezony byl Ruskou fotbalovou unií vybrán jako nejlepší mladý hráč roku.
V následující sezoně si zahrál i Ligu Mistrů, ve které gólem dopomohl svému týmu k remíze 3:3 s Manchesterem United. V ročníku 2011/12 se v této soutěži dostali až do osmifinále, kde v prvním duelu na domácím hřišti remizovali s Realem Madrid 1:1. Dzagojev v onom utkání svým centrem přihrál na vyrovnávací gól svého týmu. Přes nadějný výsledek CSKA v soutěži skončilo, neboť v odvetném utkání prohráli vysoko 1:4.
S CSKA se představil i v základní skupině D Ligy mistrů 2013/14, ruský tým v ní obsadil se ziskem 3 bodů poslední čtvrté místo, když v posledním utkání proti Viktorii Plzeň (šlo o postup do Evropské ligy 2013/14) podlehl 1:2, ačkoli vedl 1:0. Dzagojev byl v závěrečné pětadvacetiminutovce vyloučen a nesl tak svůj podíl na porážce.

## Reprezentační kariéra
V červnu 2013 byl nominován na Mistrovství Evropy hráčů do 21 let konané v Izraeli. 12. června otevíral skóre v utkání základní skupiny B proti Německu, soupeř ale nakonec vyhrál 2:1. V zápase již prakticky o nic nešlo, Rusko ani Německo již nemohlo postoupit do vyřazovací fáze turnaje. Rusko skončilo se třemi porážkami a bez bodu na posledním čtvrtém místě tabulky.

### A-mužstvo
Po skvělých výkonech na klubové úrovni byl Dzagojev poprvé povolán do ruské reprezentace 11. října 2008, kdy Rusko hrálo kvalifikační duel s Německem o postup na Mistrovství Světa 2010. Dzagojev se na hřiště dostal jako náhradník při poločasovém střídání. Ve věku 18 let a 116 dní se tak stal historicky nejmladším hráčem ruské reprezentace v poli a celkově druhým nejmladším po svém spoluhráči z CSKA brankáři Igoru Akinfejevovi.
Svůj první gól v reprezentaci dal 8. října 2010 ve vítězném utkání 3:2 proti Irsku. V kvalifikaci na EURO 2012 přidal ještě tři branky – jednu při vítězství 1:0 nad Slovenskem a dvě 11. října 2011 při vítězství 6:0 nad Andorrou. S celkovými 4 góly se stal společně s Romanem Pavljučenkem nejlepším střelcem Ruska v tomto kvalifikačním cyklu. Rusko se umístilo s 23 body na konečném prvním místě tabulky a postoupilo na evropský šampionát.

#### EURO 2012
Na finálovém turnaji EURO 2012 konaném v Polsku a na Ukrajině se prosadil hned v prvním zápase základní skupiny A, kdy dvěma brankami dopomohl k porážce České republiky 4:1. V následujícím utkání proti domácímu Polsku otevíral skóre, avšak utkání skončilo pouze remízou 1:1. Rusko nakonec po výborném startu nepostoupilo do čtvrtfinále, ve třetím zápase podlehlo Řecku 0:1. Se třemi vstřelenými brankami byl v šestici nejlepších střelců EURA 2012 (mimo něj ještě Mario Gómez, Mario Balotelli, Mario Mandžukić, Cristiano Ronaldo, Fernando Torres).

## Ocenění

### Klubová
CSKA Moskva
- Ruská Premier Liga: 2012/13, 2013/14, 2015/16[5]
- Ruský fotbalový pohár: 2007/08, 2008/09, 2010/11, 2012/13
- Ruský Superpohár: 2009, 2013

### Individuální
- Ruská Premier Liga – Nejlepší mladý hráč: 2008